# سيد خليل المصري
سيد خليل جبر المصري (أبو هاني؛ وُلد في 25 يوليو 1947 في خان يونس - تُوفي في 11 يوليو 2017 في خان يونس)، دبلوماسي وسياسي فلسطيني.

## نشأته وتحصيله العلمي
ولد سيد خليل جبر المصري بتاريخ 25 يوليو 1947 في مدينة خان يونس في قطاع غزة، تلقى تعليمه في مدارس المدينة، ثم التحق بجامعة بيروت العربية.

## مناصبه
- مسؤول العلاقات العامة في مكتب منظمة التحرير الفلسطينية في اليمن عام 1976.[3]
- نائب سفير فلسطين في فيتنام، (1979 - 1984).[3]
- سفير فلسطين في فيتنام، (1984 - 2005).[4]
- سفير فلسطين في السودان، (2006 - 2011).[5]

## أوسمة
في 28 نوفمبر 2011، منح الرئيس السوداني عمر البشير وسام النيلين من الدرجة الأولى للسفير سيد خليل المصري.

## وفاته
توفي سيد خليل المصري في 11 يوليو 2017 في مدينة خان يونس، ونعى رئيس دولة فلسطين محمود عباس السفير سيد خليل بعد مسيرة نضالية طويلة من أجل فلسطين.